# 이슬람 정원

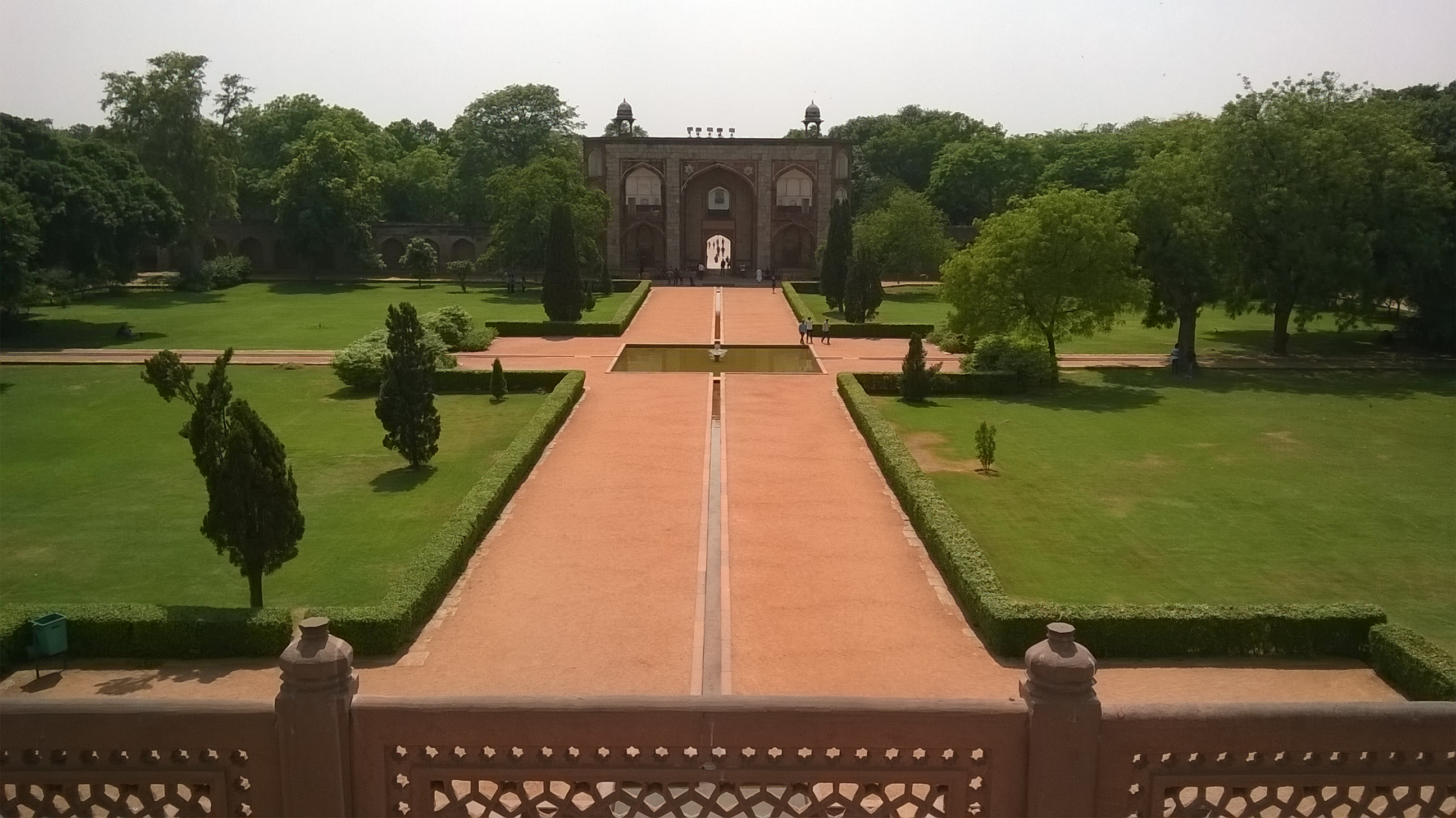
델리의 후마윤 묘지(1565년)

이슬람 정원(Islamic garden)은 일반적으로 물과 그늘이라는 주제를 포함하는 표현적인 토지이다. 가장 눈에 띄는 건축 디자인은 산책로나 흐르는 물로 나누어진 4개의 작은 정원이 있는 차르바그(또는 차하르 바그) 사변형 레이아웃을 반영한다. 흔히 걷기 위해 설계된 영국식 정원과 달리 이슬람식 정원은 휴식, 성찰, 사색을 위한 공간이다. 이슬람 정원의 주요 초점은 물과 방향성 식물을 사용하여 감각적 경험을 제공하는 것이었다.
이슬람이 다른 기후로 확장되기 전에 이 정원은 역사적으로 덥고 건조한 환경에서 휴식을 제공하는 데 사용되었다. 그들은 더 이상 존재하지 않는 다양한 형태와 목적을 포함했다. 꾸란에는 정원에 대한 많은 언급이 있으며 정원은 신자들에게 약속된 낙원에서의 삶에 대한 지상의 비유로 사용된다고 명시되어 있다.
알라께서는 믿는 남자와 믿는 여자에게 그 아래로 강이 흐르는 정원과 그 안에 거하고 영원히 거처하는 정원에서 좋은 거처를 약속하셨다. 그리고 무엇보다도 가장 좋은 것은 알라의 큰 기쁨이다. 그것이야말로 대성공이다.
 — 꾸란 9.72
정원에 대한 대중적인 낙원적 해석과 함께 부, 권력, 영토, 즐거움, 사냥, 여가, 사랑, 시간과 공간을 포함하여 이슬람 정원과 관련된 여러 가지 비경건한 연관성이 있다. 이러한 다른 연관성은 고요한 생각과 성찰의 방식으로 더 많은 상징성을 제공하며 학문적 의미와 관련이 있다.
많은 이슬람 정원이 더 이상 존재하지 않지만, 학자들은 이 주제에 관한 아랍 및 페르시아 문헌에서 이에 대해 많은 것을 추론해 왔다. 서쪽으로는 스페인과 모로코, 동쪽으로는 인도까지 이어지는 넓은 지역에 수많은 정식 이슬람 정원이 남아 있다. 역사가들은 어떤 정원이 수세기에 걸쳐 3개 대륙에 영향을 미친 이슬람 정원 전통의 일부로 간주되어야 하는지에 대해 의견이 일치하지 않는다.

## 식물상
- 삼잎접시꽃속
- 파인애플
- 잭프루트
- 마르멜루
- 부상화
- 히아신스
- 붓꽃속
- 사과나무속
- 협죽도
- 수련속
- 대추야자
- 살구나무
- 석류나무

## 같이 보기
- 페르시아 정원
- 예언자의 모스크